# 7295 Brozovic
7295 Brozovic (tên chỉ định: 1992 MB) là một tiểu hành tinh vành đai chính. Nó được phát hiện bởi Seiji Ueda và Hiroshi Kaneda ở Kushiro, Hokkaidō, Nhật Bản, ngày 22 tháng 6 năm 1992. Nó được đặt theo tên Maria Brozovic, a scientist ở Jet Propulsion Laboratory.